# Ataenius costulifer
Ataenius costulifer är en skalbaggsart som beskrevs av Vladimir Balthasar 1951. Ataenius costulifer ingår i släktet Ataenius och familjen Aphodiidae. Inga underarter finns listade.